# Mystery Troll
Pour plus de détails, voir Fiche technique et Distribution.
Mystery Troll, un amour enchanté est un film français réalisé et produit par Éric Atlan en 2001.

## Fiche technique
- Titre : Mystery Troll, un amour enchanté
- Réalisation : Éric Atlan
- Scénario : Éric Atlan et Marie-Claude Dazun
- Producteurs délégués : Éric Atlan et Joseph Afflalo
- Compositeur : Éric Atlan

## Distribution
- Zoé Coussonneau : Blanche
- Bastien Ehouzan : Octave
- Maud Rayer : Madame Leterrier
- Nicolas Silberg : Monsieur Leterrier
- Marie Le Seviller : Esperanza
- Arnaud Churin : Ferdinand
- André Oumansky : Elie
- Patrice Barletta : le curé
- Arnaud Meunier : Raoul
- Pimprenelle : Prunelle
- Mélanie Doutey : l'amie de Blanche
- Elsa Kikoïne : l'amie de Blanche
- Églantine Rembauville : l'amie de Blanche